# Баялинов, Касымалы
Касымалы Баялинов (25 сентября 1902, местность Котмалды (ныне село Кок-Мойнок, Иссык-Кульский район Иссык-Кульской области Кыргызской Республики) — 3 сентября 1979) — киргизский советский писатель, публицист, редактор, переводчик. Народный писатель Киргизской ССР (1968). Председатель правления Союза писателей Киргизии (1944—1947 и 1949—1955).

## Биография
Сын кочевника-скотовода. Рано остался сиротой, воспитывался родственниками. Во время восстания в Средней Азии 1916 года вместе с многочисленными беженцами оказался в Китае, откуда вернулся на родину после октябрьской революции.
Батрачил у кулаков, в 1918 году пешком добрался до г. Токмака, где работал на разных поденных работах: рассыльным в аптеке, конюхом, помощником повара в армейской казарме.
В 1919 году Касымалы вступил в ряды комсомола, окончил 6-месячную краевую совпартшколу в Ташкенте. В 1920 году был направлен в Ташкент на 6-месячные педагогические курсы. В 1921—1925 учился в Казахском педагогическом техникуме в Алма-Ате, с 1929 по 1933 — в  Коммунистическом университете трудящихся Востока имени И. В. Сталина в Москве.
В 1920 году работал в комитете комсомола Нарынского кантона. В 1925 был направлен на работу редактором киргизской секции Центриздата (Москва).
С 1926 по 1928 и с 1935 по 1937 гг. — главный редактор Киргосиздата, с 1933 по 1935 гг. — редактор газеты Джеты-Огузского района Иссык-Кульской области, с 1940 — главный редактор журнала «Советтик Кыргызстан», с 1941 — редактор областной газеты «Ысыккөл правдасы».
Председатель правления СП Киргизии (1944—1947 и 1949—1955), с 1947 по 1949 — научный сотрудник Института языков, литературы и искусства при Киргизском филиале АН СССР. С 1955 полностью посвятил себя литературному творчеству.
Избирался депутатом Верховного Совета Киргизской ССР IV созыва.
Скончался 3 сентября 1979 года, похоронен на Ала-Арчинском кладбище Бишкека.
Сын — М. С. Баялинов (1933-2019) — киргизский государственный деятель. Министр культуры Киргизской ССР
(1985—1989), председатель Государственного комитета по кинематографии Киргизской ССР (1972—1984). Заслуженный деятель культуры Кыргызской Республики.

## Творчество
Начал печататься в 1923 году. Автор первого реалистического произведения киргизской прозы — повести «Ажар» (1928) о трагической судьбе женщин в дни Среднеазиатского восстания.
В 1929‒1940 годах писал рассказы о новой жизни Советской Киргизии («Мурат», «Счастливый табунщик»). Военной теме посвящён цикл рассказов «В огне». Статья «Некоторые предложения господину Пойнтону» (1948) была направлена против отрицания расцвета национальных культур в СССР. В повести «На берегах Иссык-Куля» (1947) показал жизнь колхозного села в дни войны.
Повесть «Долина Курмана» (1958) рисует один из эпизодов восстания 1916.
Масштабные романы, повести и рассказы «Братство» («Боордоштор», 1962), «На берегах Иссык-Куля» («Кел боюнда», 1952), «Мурат» (1929 г.) и др. заняли достойное место в духовной и культурной жизни киргизского народа.
Произведения К. Баялинова вошли в хрестоматию и изучаются в общеобразовательной школе и на гуманитарных факультетах вузов республики, в научных учреждениях Киргизии. По его сюжету создана опера «На берегах Иссык-Куля», ряд музыкальных произведений различных жанров.
Произведения К. Баялинова изданы на русском, азербайджанском, узбекском, казахском, татарском, молдавском, французском, английском, немецком, чешском и др. языках.
Автор многочисленных публицистических статей, очерков, рассматривающий злободневные проблемы своего времени.
К. Баялинов — один из первых профессиональных переводчиков, познакомивших киргизского читателя с произведениями А. С. Пушкина, М. Ю. Лермонтова, Л. Н. Толстого, А. М. Горького и др.

## Награды
- Орден Октябрьской Революции,
- Два ордена Трудового Красного Знамени (01.11.1958),
- Орден «Знак Почёта»,
- медаль «За доблестный труд в Великой Отечественной войне 1941—1945 гг.»,
- медаль «За доблестный труд. В ознаменование 100-летия со дня рождения В. И. Ленина»,
- Народный писатель Киргизской ССР (1968),
- Заслуженный деятель искусств Киргизской ССР
- Почетные грамоты Верховного Совета Киргизской ССР.